# Кравари (област)
Кравари (грч. Κράβαρη; грч. Κράβαρα) је историјска област у Етолији-Акарнанији, Средишња Грчка. Ово је територија са најјужнијим буковим шумама у Европи и компактним словенским становништвом из времена словеначког становништва Балканског полуострва, које је својом топонимијом опстало до османског доба. До данас је сачувано 10 села са словенском топонимијом. 
У османско доба то подручје се звало Влахохорија или Клефтохорија, тј. земља влаха или земља клефтова.
Етнографија подручја импресионира Франсоа Пуквила, који га описује. Георгиос Караискакис је родом из округа. 
Планине овог подручја су сачувале многе славонске топоними што јасно указује на линију славенског продора у модерној Грчкој. Од запада ка истоку, ова линија полази од Балкарије у Маловлахији и завршава у Тополији, пролазећи кроз Кокинију.